# Flavius Longinus
Flavius Longinus (altgriechisch Λογγῖνος; † nach 492) war ein oströmischer Heermeister (magister militum), Thronprätendent und Rebell gegen Kaiser Anastasios I.

## Leben
Longinus war der jüngere Bruder von Anastasios’ Vorgänger Zenon. Die spätantiken Quellen beschreiben ihn als inkompetent und charakterlich wenig geeignet für die Staatsgeschäfte, in der Spätphase seiner Herrschaft übertrug ihm Zenon jedoch zunehmend mehr Verantwortung. 483 war Longinus als Feldherr in Syrien, wo er von seinem Rivalen Illus nach einem Streit als Geisel genommen wurde. Zenon erklärte Illus daraufhin zum Staatsfeind, was dieser mit offener Rebellion und der Ausrufung des Leontius zum Gegenkaiser (484) beantwortete. Nach seiner Flucht (oder Befreiung) und Rückkehr nach Konstantinopel wurde Longinus 485 zum magister militum praesentalis ernannt, 486 und 490 bekleidete er den Konsulat.
Als Zenon 491 kinderlos starb, durfte sich Longinus berechtigte Hoffnungen auf die Nachfolge machen. Nicht zuletzt wegen Longinus’ isaurischer Herkunft entschied sich die Kaiserwitwe Ariadne aber für den hohen Hofbeamten Anastasios, den sie ehelichte und damit dynastisch als neuen Augustus legitimierte. Longinus beharrte indessen auf seinem Thronanspruch und zettelte in Konstantinopel einen Aufstand der Isaurier an, der jedoch unterdrückt wurde. Anastasios verbannte seinen Rivalen 492 nach Oberägypten, wo er wohl in ein Kloster gesteckt wurde. Das Gros der isaurischen Führungsschicht musste die Hauptstadt ebenfalls verlassen, setzte aber von Kleinasien aus den Widerstand fort, der von Anastasios erst nach siebenjährigem Bürgerkrieg gebrochen werden konnte. 
Das weitere Schicksal des Longinus ist unklar. Zwei weitere Rebellenführer dieses Namens, der frühere magister officiorum Longinus von Cardala und Longinus von Selinus, wurden 497 bzw. 498 in Isaurien gefangen genommen und bei Tarsus bzw. in Konstantinopel hingerichtet.